# Vira Bahu I
Vira Bahu I  règne en 1196 comme roi du royaume de Polonnaruwa dans l'actuel Sri Lanka.

## Règne
Vira Bahu I est le fils du roi Nissanka Malla du royaume de Polonnaruwa. Il accède au trône après la mort de son père mais il règne moins d'une journée après avoir été couronné une nuit et tué à l'aube du jour suivant par le commandant en chef de l'armée, Tavuru Senevirat au prétexte qu'il était inférieur à son père ! . Sa mort est le début d'une période d'instabilité au cours de laquelle se succèdent des souverains fantoches de race Kalinga souvent instrumentalisés par les chefs des armées.

## Article lié
- Mahavamsa